# فثالات أسيتات السليولوز
فثالات أسيتات السليولوز هو مشتق عضوي سليولوز تستبدل فيه حوالي النصف من مجموعات الهيدروكسيل بمجموعات من الأسيتيل، وحوالي الربع بمجموعات من الفثالات.

## الأسماء المرادفة
Acetyl phthalyl cellulose : Aquaterie ;CAP ; cellacefate ; cellulose Acetate hydrogen ;1.2.benzen edicarboxylate ; cellulose Acetate Hydrogen phthalate ; cellulose Acetate monophthalate ; cellulose Acetophthalate

## التسمية الكيميائية
cellulose Acetate-1-2-benzendicaroxylate [9004-38-0]

## الاستخدام الصيدلاني
عامل مُلبِس (مُغطِي) Coating agent .
تُستخدم هذه المادة في صناعة فيلم التلبيس المعوي أو كعامل رابط في المضغوطات و هكذا مواد ملبسة تُقاوم و لفترة طويلة التماس مع السائل المعدي القوي الحموضة لكنها تضعف و تنتفخ في الوسط متوسط الحموضة أو المتعادل الموجود في الأمعاء ، و غالباً تُستخدم هذه المادة في تلبيس المضغوطات الصلبة إما بتطبيقها و هي محلولة في محلّ عضوي أو مائي مناسب أو أن يتم التلبيس بالضغط المباشر و تُستخدم بتراكيز تُعادل من 0.5-9% من وزن الجزء الداخلي .
و إن إضافة المواد الملونة تزيد و تُحسّن من مقاومة هذا الفيلم للماء و تجعل هذا الفيلم أكثر فعالية مما لو استخدمت مادة فتلات أسيتات السللوز وحدها .
ينسجم استخدام فتلات أسيتات السيللوز مع الملونات التالية : الغليسيريدات الأحادية المؤستلة ، بوتيل فتالين ، بوتيل غليكولات ، دي بوتيل طرطرات ، دي إيثيل فتالات، تري أستين ، تري أستين سترات ، تري بروبيونين . كما أنه من الممكن مشاركتها مع مواد ملبسة أخرى من أجل ضبط تحرر الدواء مثل مادة الإيثيل سيللوز .

## التأثير على صحة الجسم
تُستخدم هذه المادة على نحو واسع في الأشكال الفموية و تُعتبر عموماً مادة غير سامة قليلة الآثار الجانبية . و أشارت نتائج دراسات الإطعام طويل الأمد لهذه المادة على الجرذان و الكلاب إلى أن هذه المادة ذات سميّة فموية ضعيفة . حيث أن الجرذان أطعمت ما نسبته 30% من زمن إطعامها لمدة سنة كاملة دون أن يسبب ذلك أي تثبيط في نموها .
كما أن إطعام الكلاب ما مقداره 16غ يومياً منها و لمدة سنة كاملة لم ينجم عنه أي آثار جانبية .

## سلامة الاستعمال
تختلف الاحتياطات المتبعة أثناء التعامل مع المادة باختلاف الكمية و الظروف المحيطة. و قد تكون هذه المادة مخرشة للأعين و الأغشية المخاطية و للمجاري التنفسية العلوية لذا يُنصح بحماية الأعين و ارتداء القفازات أثناء التعامل مع هذه المادة .
و يجب التعامل معها في بيئة جيدة التهوية و يُنصح بارتداء القناع الواقي لدى التعامل مع كميات كبيرة منها .

## التنافرات
تتنافر مع نترات الفضة – كلوريد الحديدي – سيترات الصوديوم – سلفات الصوديوم - كلوريد الكالسيوم – نترات الباريوم – المؤكسدات القوية مثل الحموض و الأسس القوية .

## روابط خارجية
- Enteric coating